# Gänsebach (Weyhe)
Der Gänsebach gehört zum Flusssystem der Weser. Er hat eine Länge von knapp 7 km und entspringt nordwestlich des Syker Ortsteils Ristedt.
Er fließt ausschließlich im Landkreis Diepholz (Niedersachsen), durch die Ortschaft Weyhe-Melchiorshausen und mündet in Weyhe-Leeste in den Hombach, der ab hier Leester Mühlenbach heißt.
Rechtsseitige Nebenflüsse sind der Streitheidegraben (etwa 2,6 km lang) und der Grenzgraben (knapp 2 km lang, Zufluss bei Weyhe-Melchiorshausen).